# Ranofer szobra
Ranofer szobrait, Egyiptomban, szakkarai sírjának halotti kápolnájában találták meg az 1860-ban. A szobrok az V. dinasztia idejéből származnak, i. e. 2470 körül készültek. A két szobor életnagyságú, az egyik 178, a másik 186 centiméter magas. A szobrok a sír tulajdonosát életének két szakaszában, fiatalon és érett férfiként ábrázolják. Készítésük során a szoborról vázlatot rajzoltak majd a kőtömb minden oldalán megjelölték a megformázásához szükséges pontokat. Ezután a tömböt durván megfaragták, és miután az alak körvonalai kibontakoztak megjelenítették az anatómiai részleteket. Végül az egész felületet lecsiszolták és befestették. A két szobor felépítésére a telt, majdnem kocka alakú formák jellemzőek, amelyek kitöltötték az egyes testrészek közötti hézagokat. Ranofert jellegzetes testtartásban ábrázolták, bal lábával előrelép, karjait oldalt leengedi, két kezében henger alakú tárgyat szorít. A szobrok talapzata, amelyre az elhunyt nevét vésték és az alakok mögött kialakított támaszték szerves részei az alkotásoknak. A fiatal Ranofert atletikus termetű férfiként parókában, csípőjén rövid csomózott kötényben ábrázolták. A másik szobron haja rövidre vágott, köténye hosszú lapjai egymásra hajtottak. Érettebb korát kissé kidomborodott hassal és nyaka tövénél ráncokkal jelezte a művész. Ranofer szobrait jelenleg a kairói Egyiptomi Múzeumban őrzik.   